# Beukelsbrug
De Beukelsbrug is een stalen basculebrug over de Delfshavense Schie in Delfshaven, een deelgemeente van de Nederlandse gemeente Rotterdam.
Vóór de opening van deze brug was er een veerverbinding. De Beukelsbrug is in 1966 geopend en vormt de verbinding tussen de Beukelsweg en de Aelbrechtskade in het Nieuwe Westen en de Horvathweg naar Schiedam. De Beukelsbrug kruist behalve de Delfshavense Schie ook de Abraham van Stolkweg en de Spangesekade ongelijkvloers.
De Beukelsbrug heeft 2x2 rijstroken voor het autoverkeer en een voetpad, dat aan beide zijden van de brug eindigt in een trap. Bij de aanleg van de brug zijn fietsers vergeten. De brug heeft een brede middenberm die ooit voor een tramverbinding is bedacht. Deze verbinding is echter nooit aangelegd. De brug heeft een groot brugwachtershuis, maar wordt tegenwoordig op afstand bediend.